# John Locke
John Locke (n. 29 august/8 septembrie 1632, Wrington⁠(d), North Somerset, Anglia, Regatul Unit – d. 28 octombrie/8 noiembrie 1704, High Laver⁠(d), Epping Forest, Anglia, Regatul Unit) a fost un filosof și om politic englez din secolul al XVII-lea, preocupat mai ales de societate și epistemologie. Locke este figura emblematică a celor trei mari tradiții de gândire aflate în centrul spiritualității epocii moderne. În câmpul cunoașterii, el este întemeietorul empirismului. Fără a fi inițiat în gândirea empiristă modernă, asemenea lui Thomas Hobbes și Francis Bacon, intelectualul englez a devenit reprezentantul ei când este vorba de disputa empirism-raționalism. Istoria filosofiei se referă în primul rând la John Lock și René Descartes, personalități tutelare ale celor două curente antitetice, care nu rivalizau ca simple doctrine gnoseologice, ci ca veritabile paradigme de raționalitate alternative. Mai puțin cunoscut și comentat este rolul său în domeniul filosofiei limbajului. Acesta poate fi considerat inițiatorul paradigmei moderne a limbajului-instrument de organizare a experienței, și implicit de decupare ontologică a lumii, viziune instrumentalistă. Ideea de bază este că fiecare limbă sau sistem conceptual nu este altceva decât un mod particular de a structura și percepe o realitate, care, așa cum ea, în sine însăși, rămâne inaccesibilă.

## Biografie
S-a născut la Wrington, Anglia; studiază mai întâi la Londra, apoi trece la Oxford, manifestând o deosebită preferință pentru studiile exacte, medicină și filosofie. În anul 1665 este secretar de legație la Cleve, pe lângă Sir Walter Van, dar pentru scurtă vreme, două luni. Întors de la Cleve în Anglia, cunoaște un an mai târziu pe Lordul Anthony Ashley, care va fi ridicat ceva mai târziu la rangul de Earl of Shaftesbury, cu care se împrietenește și în a cărui casă va îndeplini, de la 1667 la 1675, oficiul de medic precum și pe acela de educator. Prietenia cu lordul Anthony Ashley a decis și peripețiile vieții lui John Locke. Împărtășind împreună cu acesta răspunderi politice, fiindu-i secretar și atunci când prietenul său a fost Lord Cancelar, cât și atunci când a fost prim-ministru, el a trebuit să-l urmeze pe Shaftesbury și când acesta a trebuit să se refugieze în Olanda, în urma conflictului cu regele, unde trăiește luându-și diferite nume și schimbând orașele, pentru a nu fi descoperit, de la 1683 până la 1689, când se urcă pe tronul Angliei Wilhelm de Orania. Întorcându-se în patrie, el este numit mai întâi "Commissioner of appeals" iar apoi "Commissioner of trade and plantages". John Locke moare la Essex la 28 octombrie 1704.

## Influențe
Locke a continuat linia empiric-materialistă a lui Bacon și Hobbes, fundamentând orientarea senzualistă în teoria cunoașterii.
Opera celebră a lui J. Locke, care a exercitat foarte mari influențe, se intitulează: An essay concerning human understanding (Eseu asupra intelectului omenesc), 1689-1690. Combătând teoria idealistă a ideilor înnăscute, Locke afirmă în această operă că toate cunoștințele provin din experiența senzorială. După el, mintea omului este la naștere ca o foaie nescrisă (white paper, void of all characters) (tabula rasa): În intelect nu există nimic fără să fi fost înainte în simțuri. Locke a făcut totuși unele concesii idealismului, admițând, alături de experiența internă, ca un izvor de sine stătător al cunoașterii și formulând teoria calităților secundare, după care calitățile secundare (culoarea, gustul, mirosul etc.) ar fi subiective și numai calitățile primare (întinderea, figura, mișcarea etc.) ar avea un caracter obiectiv. Locke nu înțelegea specificul calitativ al rațiunii în raport cu simțurile și rolul ei activ.
Trăsăturile mecaniste ale gnoseologiei lui Locke, potrivit căreia rațiunea nu face decât să combine și să separe ideile simple furnizate de simțuri, l-au determinat pe Engels să-l considere, alături de Bacon, drept întemeietor al metodei metafizice în filosofia modernă.
A fost unul din întemeietorii deismului. Datorită contradicțiilor sale, filosofia lui Locke a slujit drept punct de plecare atât materialismului secolului al XVIII-lea cât și idealismului subiectiv a lui Berkeley.
Prin lucrarea sa Câteva păreri asupra educației (1693), care a înrâurit puternic dezvoltarea pedagogiei în secolele XVIII-XIX, Locke a preconizat educarea în familie a unui gentleman de tip nou, purtător activ al spiritului întreprinzător burghez. Ideolog al compromisului încheiat între burghezie și nobilime după revoluția engleză din secolul al XVII-lea, Locke a fost un partizan al monarhiei constituționale.
John Locke este socotit în genere ca întemeietorul empirismului modern, adică al acelui curent epistemologic care susține că toate ideile noastre provin din simțuri, că își au fundamentul în experiență. Locke nu este, prin urmare, un metafizician, ci un epistemolog, adică un teoretician al cunoașterii. El își propune în lucrarea lui fundamentală să dea o "cercetare asupra originii certitudinii și întinderii cunoștinței omenești, asupra temeiurilor și gradelor credinței, părerii și asentimentului". În legătură cu problema originilor cunoștinței, Locke ia o poziție contrară raționalismului.

### Idei înnăscute
Teoria ideilor înnăscute este o teorie gnoseologică idealistă potrivit căreia în conștiința omului ar exista de la naștere, independent de experiență, anumite idei (ex. ideea de număr, de mișcare, de întindere). Teoria ideilor înnăscute a fost susținută sub diferite forme de Platon, Descartes, Leibniz și de alți filosofi. Ea a fost criticată de pe pozițiile senzualismului materialist de Locke, Condillac ș.a. Materialismul dialectic respinge teoria ideilor înnăscute, arătând că izvorul tuturor cunoștințelor noastre sunt senzațiile și percepțiile, care reflectă lumea obiectivă.
Locke spune că nu există idei și principii înnăscute. Intelectul nu este în posesia anumitor idei cu care vine pe lume, când se naște omul. Ci toate ideile, fără deosebire, pe care le posedă intelectul, îi sunt procurate de simțuri, îi vin de la percepții. Intelectul, prin urmare, nu posedă originar și nici nu poate crea idei, ci el numai prelucrează ceea ce-i furnizează simțurile. Intelectul este activ dar nu este creator. Două sunt izvoarele din care provin cunoștințele noastre. Avem pe de o parte percepțiile care ne pun în contact cu obiectele externe, pe care Locke le numește senzații (sensations), iar pe de altă parte avem percepțiile care ne relevează ceea ce se petrece în conștiința noastră și pe care Locke le numește reflexii (reflections). Avem deci o experiență externă și una internă. Locke ține să sublinieze că experiența externă este aceea care se produce întâi și că după aceasta ia naștere și experiența internă.

### Teoria politică
În politică, Locke combate absolutismul și tirania, apără libertatea și dreptul, vede în puterea legislativă forța supremă. Acesteia trebuie să i se supună puterea executivă și cea federativă, care are menirea să apere comunitatea împotriva primejdiilor din afară. Dacă guvernul, reprezentanții și monarhul își depășesc mandatul, atunci poporul trebuie să intervină și să-și exercite singur suveranitatea. Cine încalcă legea și știrbește din drepturile poporului, se pune în stare de război cu acesta, și revoluția este în acest caz o armă de apărare, un rău necesar.

### Alte teorii
În pedagogie, Locke recomandă să se deștepte în copil dispozițiile naturale, să se țină seama de individualitatea lui, să se predea un învățământ intuitiv, să fie pregătit pentru muncă printr-o activitate plăcută. Contribuții interesante a adus Locke și în domeniul moralei.

### Scrisoare de Toleranță
Concluzia lucrării Scrisoare despre Toleranță este aceea că toleranța promovează ordinea civilă și armonia prin aceea că face ca termenii participării la o biserică să fie cât se poate de permisivi. Este responsabilitatea magistratului suveran să reglementeze o practică religioasă în scopul asigurării păcii, siguranței și securității întregii societăți. Amestecarea în convingerile religioase ale indivizilor este absurdă și nedreaptă.  Suveranul trebuie să știe cum să-și folosească dreptul de a dispune. În acest cadru, supușii trebuie să se supun pasiv (nu pot decide împotrivă poruncilor conducătorului). Locke însă delimitează o zona în care supunerea pasivă este imposibilă: convingerile unui om nu se pot supune autorității și nicio ființă umană nu-și abandonează credința la ordinul altei ființe. Fiecare este pe deplin responsabil pentru convingerile sale și va trebui să răspundă în fața lui Dumnezeu pentru ele la Judecata de Apoi. Până atunci, magistratul va avea sarcina de a se îngriji de ordinea civilă, fără să ia locul divinității.

## Credințe religioase
Unii intelectuali au considerat credințele sale politice ca fiind derivate din cele religioase. Locke avea o credință calvinistă, dar în perioada scrierii lucrării Reflections (1695) acesta îmbrățișa nu doar idei socinianiste cu privire la toleranță, ci și ideea negării preexistenței lui Hristos. Totuși, Wainwright (1987) notează că în scrierile postume Paraphrase (1707) interpretarea lui Locke a versetului Efeseni 1:10 este marcată diferit față de unii socinianisti precum Biddle, și poate indica faptul că acesta a adoptat o poziție ariană spre sfârșitul vieții.
Lui Locke nu îi era clar la acea vreme conceptul de păcat originar, astfel că a fost acuzat de socinianism, arianism și deism. Dar nu a negat existența răului. Omul este capabil să provoace războaie nedrepte și să comită crime. Criminalii trebuie pedepsiți, chiar cu însăși pedeapsa capitală. Cu privire la Biblie, Locke era foarte conservator. A continuat să fie inspirat de către Scripturi. Miracolele erau dovezi ale naturii divine specifice pasajelor biblice. Locke era convins că întregul manuscript era în corelație cu natura rațională (The Reasonableness of Christianity, 1695). Deși era un susținător al toleranței, acesta a persuadat autoritățile să nu tolereze ateismul, deoarece credea că negarea existenței lui Dumnezeu ar distruge ordinea socială și ar conduce la haos. Inclusiv toate filozofiile ateiste și toate încercările de a deduce legea naturală sau morala din premise pur seculare, de exemplu „ autonomia sau demnitatea omului”. Din perspectiva lockeana, argumentul cosmologic era valid și demonstra existența lui Dumnezeu. Orientările politice erau bazate pe un set particular de asumpții creștin protestante. Conceptul său de om a fost întemeiat pe credința în geneză. Am fost „trimiși în lume sub poruncile lui Dumnezeu, suntem proprietatea sa, creație a sa, și nu plăcerea altcuiva”. Identic cu teoria legii naturale propusă de Hugo Grotius și Samuel Pufendorf, Locke a echivalat legea naturală cu revelația biblică, ambele având în viziunea sa origini divine și fără să existe o relație de contradicție între ele. „Ca filosof, Locke a fost foarte interesat de doctrina creștină, și în lucrarea Reasonableness a insistat că majoritatea oamenilor nu ar putea înțelege detaliile legii naturale fără învățăturile și exemplul lui Iisus”. Acesta a derivat conceptele sale politice fundamentale din texte biblice, în particular din Geneza 1 și 2, Decalog (Exodul 20), Regula de aur (Matei 7:12), învățăturile lui Iisus (de exemplu: doctrina carității, Matei 19:19) și scrisorile apostolului Paul. Decalogul (Cele zece porunci) pune viața unui individ, reputația sa (exemplu: demnitatea și onoarea) și proprietatea sub protecția lui Dumnezeu. Libertatea este un alt subiect important în Vechiul Testament. De exemplu, acțiunile divinității în cadrul eliberării israeliților din sclavia egipteană în prologul Decalogului (Exodul 20:2). Mai mult, Locke a derivat însăși egalitatea umană, inclusiv egalitatea sexelor (Adam și Eva) din Geneza 1:26-28, punctul originar al doctrinei teologice Imago Dei. Pentru Locke, una dintre consecințele principiului egalității a fost aceea că toți oamenii au fost creați egali și liberi, iar guvernul avea nevoie de consimțământul celor guvernați. Doar când Locke a derivat aspectele fundamentale ale propriilor concepte de om și etică din textele biblice - viață, egalitate, proprietate privată etc. - a examinat în calitate de filosof care repercusiuni au fost identice cu cele anterior menționate. Inspirați de Locke, Declarația de Independență a întemeiat drepturile omului pe credința în geneza biblică: „Toți oamenii sunt creați egali, (...) ei au anumite drepturi înnăscute inalienabile, (...) viața, libertatea și căutarea fericirii”. Doctrina lui Locke privitoare la necesitatea guvernanților de a cere consimțământul celor guvernați face parte și ea din Declarația de Independență.

## Moștenirea
Este considerat precursorul major al numeroase principii politice care alcătuiesc fundamentul vieții occidentale moderne. Opțiunile politice lockeene au devenit ingredientele centrale a ceea ce lumea occidentală modernă consideră a fi normalitatea politică și socială, normalitatea vieții umane civilizate. Probabil cea mai importantă idee este aceea a subordonării statului (guvernământului) față de societatea civilă, față de cei conduși. Realizând că întreaga putere legislativă este delegată conducerii de către indivizii ce se supun ei, și că, deși legislativul constituie puterea supremă în stat, oamenii au dreptul de a înlătura sau schimba legislativul, John Locke inaugurează ideea modernă a supremației societății civile față de stat. Acesta denunță autoritarismul politic și subordonarea excesivă față de puterea politică.
Acesta a inspirat și mișcarea liberalismului modern, ideea că statul este mandat de cetățeni cu sarcini bine precizate preconizează principiul statului minimal. Se conturează acea mentalitate că statul trebuie să fie în slujbă cetățeanului și nu invers. Locke a insistat asupra mandatului politic limitat; asupra principiului subordonării acțiunii politice față de interesele civice.
A mai adus contribuții și în cadrul problemei controlului și dispersării puterii (problema nici azi rezolvată complet), respectiv principiul democratic al majorității (decizia aparține majorității). De asemenea, implicarea sa în constituirea teoriei statului de drept și a supremației legii, insistând de mai multe ori că o comunitate trebuie să se conducă după legi stabile, cunoscute, toată lumea fiind supusă ei. Locke a inspirat toleranța modernă (ideea tăcerii legii: acolo unde legea tace totul este permis, căci ceea ce nu este interzis trebuie să rămână permis) și ideea separării sferei publice de sfera privată, în care statul să nu se amestece. A promovat și egalitatea politică și juridică între cetățeni.